# XIXe législature de la République italienne
Depuis le 13 octobre 2022
XVIIIe XXe
Palais Montecitorio (Chambre)
Palais Madame (Sénat)
La XIXe législature de la République italienne (en italien : XIX Legislatura della Repubblica Italiana) est la législature du Parlement de la République italienne qui s'est ouverte le 13 octobre 2022, à la suite des élections parlementaires du 25 septembre.

## Gouvernements
- Gouvernement Meloni
  - Depuis le 22 octobre 2022
  - Présidente du Conseil des ministres : Giorgia Meloni.
  - Composition du gouvernement :  Frères d'Italie-Ligue du Nord-Forza Italia

## Composition du bureau
| Fonction        | Titulaire | Titulaire                   | Groupe    | Depuis le       |
| --------------- | --------- | --------------------------- | --------- | --------------- |
| Président       |           | Lorenzo Fontana             | FdI       | 14 octobre 2022 |
| Vice-présidents |           | Fabio Rampelli              | FdI       | 19 octobre 2022 |
| Vice-présidents |           | Giorgio Mulé                | FI-PPE    | 19 octobre 2022 |
| Vice-présidents |           | Anna Ascani                 | PD-IDP    | 19 octobre 2022 |
| Vice-présidents |           | Sergio Costa                | M5S       | 19 octobre 2022 |
| Questeurs       |           | Paolo Trancassini           | FdI       | 19 octobre 2022 |
| Questeurs       |           | Alessandro Manuel Benvenuto | Lega      | 19 octobre 2022 |
| Questeurs       |           | Filippo Scerra              | M5S       | 19 octobre 2022 |
| Secrétaires     |           | Fabrizio Cecchetti          | Lega      | 19 octobre 2022 |
| Secrétaires     |           | Chiara Colosimo             | FdI       | 19 octobre 2022 |
| Secrétaires     |           | Giovanni Donzelli           | FdI       | 19 octobre 2022 |
| Secrétaires     |           | Riccardo Zucconi            | FdI       | 19 octobre 2022 |
| Secrétaires     |           | Annirita Patriarca          | FI-PPE    | 19 octobre 2022 |
| Secrétaires     |           | Gilda Sportiello            | M5S       | 19 octobre 2022 |
| Secrétaires     |           | Roberto Traversi            | M5S       | 19 octobre 2022 |
| Secrétaires     |           | Chiara Braga                | PD-IDP    | 19 octobre 2022 |
| Secrétaires     |           | Filiberto Zaratti           | Mixte/AVS | 19 octobre 2022 |
| Secrétaires     |           | Roberto Giachetti           | Az-IV-RE  | 19 octobre 2022 |

## Sièges
| Coalition                          | Coalition                                             | Parti                                                 | Parti                                                 | Total sièges | Total sièges |
| ---------------------------------- | ----------------------------------------------------- | ----------------------------------------------------- | ----------------------------------------------------- | ------------ | ------------ |
|                                    | Coalition de centre droit (CDX)                       |                                                       | Frères d'Italie (FdI)                                 | 119          | 237/360      |
|                                    | Coalition de centre droit (CDX)                       | Ligue (Lega)                                          | 66                                                    |              | 237/360      |
|                                    | Coalition de centre droit (CDX)                       | Forza Italia (FI)                                     | 45                                                    |              | 237/360      |
|                                    | Coalition de centre droit (CDX)                       | Nous, modérés (NM)                                    | 7                                                     |              | 237/360      |
|                                    | Coalition de centre gauche (CSX)                      |                                                       | Parti démocrate-IDP (PD)                              | 69           | 85/360       |
|                                    | Coalition de centre gauche (CSX)                      | Alliance verts et gauche (AVS)                        | 12                                                    |              | 85/360       |
|                                    | Coalition de centre gauche (CSX)                      | Plus d’Europe (+Eu)                                   | 2                                                     |              | 85/360       |
|                                    | Coalition de centre gauche (CSX)                      | Engagement civique (IC)                               | 1                                                     |              | 85/360       |
|                                    | Coalition de centre gauche (CSX)                      | Vallée d'Aoste (VdA)                                  | 1                                                     |              | 85/360       |
|                                    | Mouvement 5 étoiles (M5S)                             | Mouvement 5 étoiles (M5S)                             | Mouvement 5 étoiles (M5S)                             | 52/360       | 52/360       |
|                                    | Troisième pôle (Az-IV)                                | Troisième pôle (Az-IV)                                | Troisième pôle (Az-IV)                                | 21/360       | 21/360       |
|                                    | Le Sud appelle le Nord                                | Le Sud appelle le Nord                                | Le Sud appelle le Nord                                | 1/360        | 1/360        |
|                                    | Liste commune SVP-PATT                                | Liste commune SVP-PATT                                | Liste commune SVP-PATT                                | 3/360        | 3/360        |
|                                    | Mouvement associatif des Italiens à l'étranger (MAIE) | Mouvement associatif des Italiens à l'étranger (MAIE) | Mouvement associatif des Italiens à l'étranger (MAIE) | 1/360        | 1/360        |
| Composition actuelle de la chambre |                                                       |                                                       |                                                       |              |              |

| Coalition                          | Coalition                                             | Parti                                                 | Parti                                                 | Total sièges | Total sièges |
| ---------------------------------- | ----------------------------------------------------- | ----------------------------------------------------- | ----------------------------------------------------- | ------------ | ------------ |
|                                    | Coalition de centre-droit (CDX)                       |                                                       | Frères d'Italie (FdI)                                 | 65           | 115/200      |
|                                    | Coalition de centre-droit (CDX)                       | Ligue (Lega)                                          | 30                                                    |              | 115/200      |
|                                    | Coalition de centre-droit (CDX)                       | Forza Italia (FI)                                     | 18                                                    |              | 115/200      |
|                                    | Coalition de centre-droit (CDX)                       | Nous, modérés (NM)                                    | 2                                                     |              | 115/200      |
|                                    | Coalition de centre-gauche (CSX)                      |                                                       | Parti démocrate-IDP (PD)                              | 38           | 44/200       |
|                                    | Coalition de centre-gauche (CSX)                      | Alliance verts et gauche (AVS)                        | 4                                                     |              | 44/200       |
|                                    | Coalition de centre-gauche (CSX)                      | Alliance démocratique pour l'autonomie (ADA)          | 1                                                     |              | 44/200       |
|                                    | Coalition de centre-gauche (CSX)                      | Démocratie, environnement et futur (DAF)              | 1                                                     |              | 44/200       |
|                                    | Mouvement 5 étoiles (M5S)                             | Mouvement 5 étoiles (M5S)                             | Mouvement 5 étoiles (M5S)                             | 28/200       | 28/200       |
|                                    | Troisième pôle (Az-IV)                                | Troisième pôle (Az-IV)                                | Troisième pôle (Az-IV)                                | 9/200        | 9/200        |
|                                    | Le Sud appelle le Nord                                | Le Sud appelle le Nord                                | Le Sud appelle le Nord                                | 1/200        | 1/200        |
|                                    | Liste commune SVP-PATT                                | Liste commune SVP-PATT                                | Liste commune SVP-PATT                                | 2/200        | 2/200        |
|                                    | Mouvement associatif des Italiens à l'étranger (MAIE) | Mouvement associatif des Italiens à l'étranger (MAIE) | Mouvement associatif des Italiens à l'étranger (MAIE) | 1/200        | 1/200        |
| Composition actuelle de la chambre |                                                       |                                                       |                                                       |              |              |